# Gare de Blaisy-Bas
La gare de Blaisy-Bas est une gare ferroviaire française de la ligne de Paris-Lyon à Marseille-Saint-Charles, située au bourg centre, sur le territoire de la commune de Blaisy-Bas, dans le département de la Côte-d'Or, en région Bourgogne-Franche-Comté.
C'est une halte voyageurs de la Société nationale des chemins de fer français (SNCF) desservie par des trains du réseau TER Bourgogne-Franche-Comté.

## Situation ferroviaire
Établie à 406 mètres d'altitude, la gare de Blaisy-Bas est située au point kilométrique (PK) 287,927 de la ligne de Paris-Lyon à Marseille-Saint-Charles, entre les gares de Verrey et de Mâlain.

## Histoire
La loi du 7 juillet 1845 approuve le tracé par Dijon du chemin de fer de Paris à Lyon. La gare se trouve à proximité du tunnel de Blaisy-Bas, long de 4 110 m, qui permet à l'« artère impériale » (Paris - Lyon - Marseille) de franchir le seuil de Bourgogne. La rampe continue de 8 pour mille (‰) sur près de 200 km en venant de Paris ou 95 km en venant de Lyon représentait la principale difficulté du temps de la vapeur, imposant au PLM la création de locomotives de forte puissance.
La gare est fermée au service du fret le 1er juillet 2006. Elle comportait une installation terminale embranchée qui n'est plus desservie depuis cette date.

## Fréquentation
De 2015 à 2023, selon les estimations de la SNCF, la fréquentation annuelle de la gare s'élève aux nombres indiqués dans le tableau ci-dessous.
| Année     | 2015   | 2016   | 2017   | 2018   | 2019   | 2020   | 2021   | 2022   | 2023   |
| --------- | ------ | ------ | ------ | ------ | ------ | ------ | ------ | ------ | ------ |
| Voyageurs | 42 547 | 39 990 | 43 707 | 35 558 | 36 585 | 36 567 | 36 394 | 48 459 | 45 883 |

## Service des voyageurs

### Accueil
C'est un point d'arrêt non géré (PANG) à entrée libre. Une passerelle permet l'accès aux quais.

### Desserte
Blaisy-Bas est desservie par des trains du réseau TER Bourgogne-Franche-Comté qui effectuent des missions entre les gares de Dijon-Ville et Les Laumes - Alésia ou Auxerre-Saint-Gervais.

### Intermodalité
Un parc pour les vélos et un parking pour les véhicules y sont aménagés.